# ZTF J153932.16+502738.8

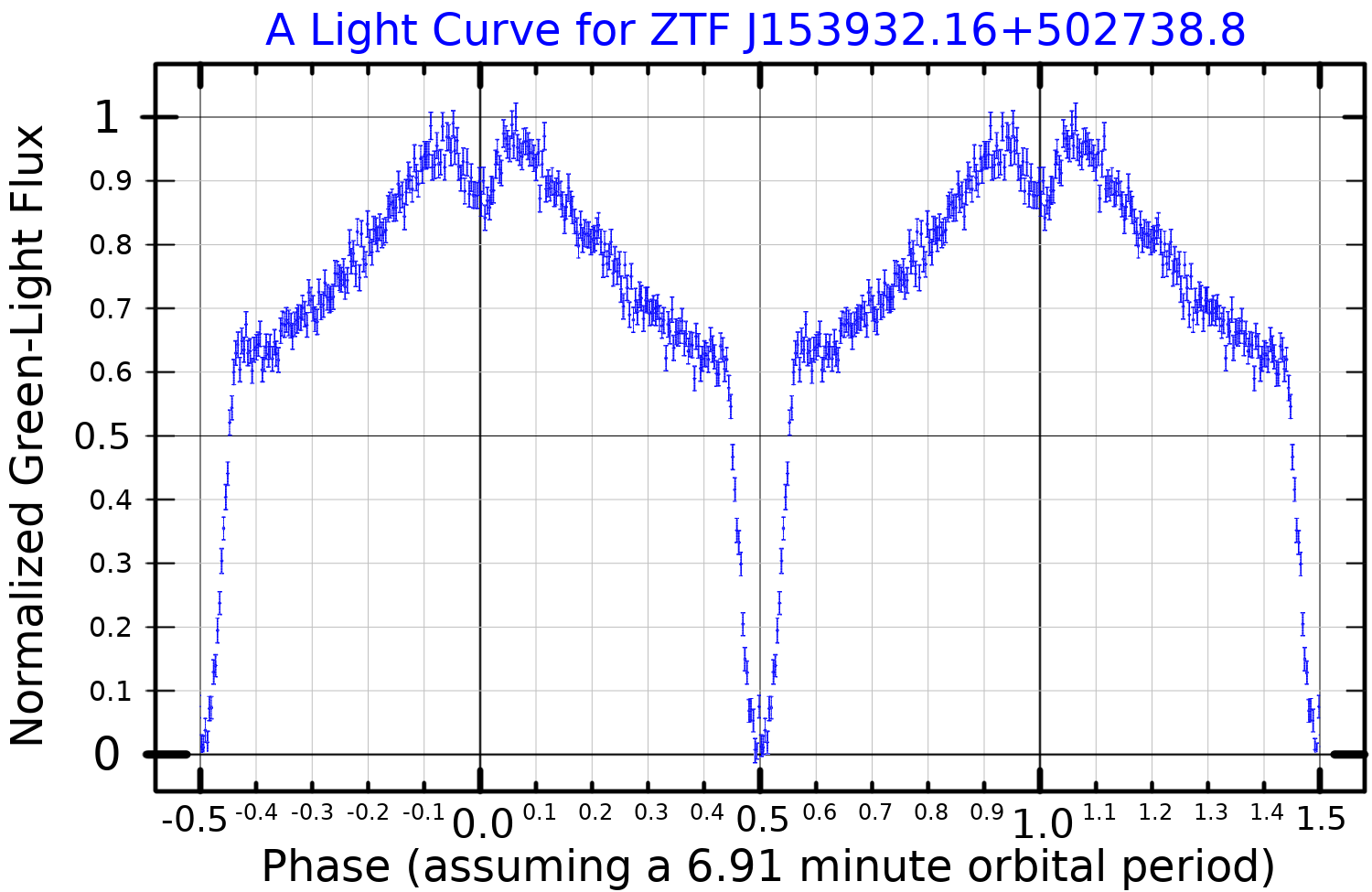
Une courbe de lumière de ZTF J1539+5027. adapté de Burdge et al. (2019)

ZTF J1539+5027 est un système binaire de naines blanches de la constellation du Bouvier, découvert par le Zwicky Transient Facility. Il est le plus rapide à boucler une orbite (en 6,91 minutes) découvert à ce jour.

## Avenir
Au rythme actuel de rapprochement (26 centimètres par jour), les deux naines blanches devraient fusionner d'ici 130 000 ans, ou bien alors l'étoile principale arrachera la matière de sa voisine[réf. nécessaire].